# Бразория (округ)
О́круг Бразо́рия (англ. Brazoria county) — округ штата Техас Соединённых Штатов Америки. На 2000 год в нём проживало 241 767 человек. По оценке бюро переписи населения США в 2008 году население округа составляло 301 044 человек. Окружным центром является город Англтон.

## История
Округ Бразория был сформирован в 1836 году. Как и соседний округ Бразос, своё название он получил от реки Бразос, протекающей по его территории.